# Michela Rocco di Torrepadula
Michela Rocco di Torrepadula (Udine, 18 settembre 1970) è una conduttrice televisiva, attrice ed ex modella italiana, eletta Miss Italia 1987 e Miss Europa 1988.

## Biografia
Figlia di genitori friulani: Maria Bert, assistente sanitaria, e Giulio Rocco di Torrepadula, avvocato.
Si classificò terza al concorso di Miss Italia 1987, ma si aggiudicò il titolo dopo la ripetizione della finale dovuta alla squalifica della vincitrice Mirca Viola, rivelatasi sposata e madre, in trasgressione al regolamento dell'epoca. Nella stessa occasione ottenne anche il titolo di Miss Eleganza e l'anno seguente divenne Miss Europa 1988.
Nel 2002 ha sposato il giornalista Enrico Mentana (1955): la coppia ha avuto due figli, Giulio e Vittoria, e si è separata senza divorziare nel 2013.

## Filmografia
- I figli dell'ispettore, regia di Aldo Lado – film TV (1986)
- Il mondo di James H. Chase -L'avvoltoio sa attendere, regia di Gian Pietro Calasso (1990)
- I ragazzi del muretto – serie TV (1991, 1993 e 1996)
- Nefertiti, figlia del sole, regia di Guy Gilles (1994)
- Linda e il brigadiere, regia di Gianfrancesco Lazotti – miniserie TV (1997)
- Incantesimo – serial TV (1998)
- Un posto al sole – soap opera (1999)
- Sotto il cielo dell'Africa – serie TV (1998)
- Assassini per caso, regia di Vittorio De Sisti – film TV (2000)
- Fate come noi, regia di Francesco Apolloni (2004)

## Programmi televisivi
- Miss Italia (Canale 5, 1987) vincitrice
- Premio Campiello (Rai 1, 1988)
- Il processo del lunedì[2]: (Rai 3, 1988-1989)
- Gli incontri del Tappeto Volante - Protagonisti in Tv (Telemontecarlo, 1999-2000)
- Tappeto Volante (Odeon TV 2001, RaiSat Album 2002)
- Storie di grandi chef (LA7d, 2011)
- Ti ci porto io[3] (LA7, 2012)